# South Woodham Ferrers
South Woodham Ferrers is een civil parish in het bestuurlijke gebied Chelmsford, in het Engelse graafschap Essex. De plaats telt 16.453 inwoners.